# Поткоава
Поткоава (рум. Potcoava) — місто у повіті Олт в Румунії. Адміністративно місту підпорядковані такі села (дані про населення за 2002 рік):
- Валя-Мерілор (1213 осіб)
- Поткоава-Фелкоєнь (1119 осіб)
- Сінешть (998 осіб)
- Труфінешть (241 особа)

Місто розташоване на відстані 115 км на захід від Бухареста, 22 км на схід від Слатіни, 67 км на схід від Крайови.

## Населення
За даними перепису населення 2002 року у місті проживали 6111 осіб.
Національний склад населення міста:
| Національність | Кількість осіб | Відсоток |
| -------------- | -------------- | -------- |
| румуни         | 5637           | 92,2%    |
| цигани         | 472            | 7,7%     |
| угорці         | 1              | < 0,1%   |
| українці       | 1              | < 0,1%   |

Рідною мовою назвали:
| Мова      | Кількість осіб | Відсоток |
| --------- | -------------- | -------- |
| румунська | 5643           | 92,3%    |
| циганська | 467            | 7,6%     |
| угорська  | 1              | < 0,1%   |

Склад населення міста за віросповіданням:
| Релігія       | Кількість осіб | Відсоток |
| ------------- | -------------- | -------- |
| православні   | 6043           | 98,9%    |
| баптисти      | 61             | 1,0%     |
| п'ятдесятники | 2              | < 0,1%   |
| атеїсти       | 2              | < 0,1%   |
| римо-католики | 1              | < 0,1%   |
| адвентисти    | 1              | < 0,1%   |

## Зовнішні посилання
- Дані про місто Поткоава на сайті Ghidul Primăriilor [Архівовано 6 грудня 2008 у Wayback Machine.]